# Karol Hochberg
Karol Hochberg, anche Karl o Karel (1911 – 1944), è stato un funzionario ungherese durante l'Olocausto, guidò il "Dipartimento per gli affari speciali" all'interno dell'Ústredňa Židov, lo Judenrat di Bratislava, il corpo amministrativo creato dai nazisti per dirigere la comunità ebraica della Slovacchia.

## Biografia
Hochberg è nato in Ungheria nel 1911 e ha studiato a Vienna e Praga. Si trasferì in Slovacchia nel 1939. Nel 1940, gli ebrei slovacchi furono costretti a formare la Ústredňa Židov (ÚŽ), uno Judenrat, per mettere in atto gli ordini nazisti. La maggior parte dei membri di ÚŽ era stata di spicco nella vita pubblica ebraica prima dell'Olocausto e aveva lavorato nel soccorso pubblico per gli ebrei che erano stati espropriati dalle misure antiebraiche. Tuttavia, la reputazione di ÚŽ è stata danneggiata dagli stessi ebrei al suo interno per il ruolo avuto come informatori o collaboratori, di cui Hochberg era il più noto, secondo YIVO (Institute for Jewish Research). All'inizio del 1941, il primo capo di ÚŽ fu deposto e arrestato per aver sabotato un censimento degli ebrei nella Slovacchia orientale con l'obiettivo di rimuoverli nell'ovest del paese. Il suo sostituto fu un inefficace insegnante di nome Arpad Sebestyen, che assunse una posizione di completa collaborazione con i tedeschi. Hochberg fu nominato a capo del "Dipartimento per gli affari speciali", creato per garantire la pronta attuazione degli ordini di Dieter Wisliceny; ne organizzò prontamente il censimento e la rimozione, offuscando la reputazione di ÚŽ nella comunità ebraica. A causa dell'inefficacia di Sebestyen, il dipartimento di Hochberg arrivò a dominare le operazioni di ÚŽ.
Nel 1942, il dipartimento di Hochberg ha lavorato alla categorizzazione degli ebrei per la deportazione, ma in realtà non ha stilato le liste. Quell'anno furono deportati circa 57.000 ebrei, i due terzi della popolazione; ne sopravvissero solo poche centinaia. In seguito, Hochberg svolse un ruolo importante nei negoziati tra il Working Group di Bratislava e Wisliceny: Hochberg, che visitava regolarmente l'ufficio di Wisliceny, era l'unica strada praticabile perché il contatto con Wisliceny doveva avvenire clandestinamente. Il Working Group lo ha impiegato come intermediario nonostante la sua intensa antipatia e sfiducia nei confronti di Hochberg, la sua paura di associarsi con lui avrebbe danneggiato la loro reputazione e la sua convinzione che fosse inaffidabile.
Nel novembre 1942, quando il Working Group iniziò a negoziare il Piano Europa con Wisliceny nel tentativo di salvare tutti gli ebrei europei dalla deportazione e dalla morte, Hochberg fu arrestato per concussione e corruzione. Secondo i registri della polizia slovacca, Hochberg aveva un conto illegale in cui venivano depositate grosse tangenti in cambio della cessazione dei trasporti. Andrej Steiner, un membro del gruppo di lavoro, diffidava di Hochberg e aveva fornito alla polizia slovacca le prove contro di lui. La capogruppo del Working Group, Gisi Fleischmann, si schierò con Steiner, e il Working Group non è intervenuto per conto di Hochberg: fu imprigionato nel campo di lavoro di Nováky e poi nella prigione di Ilava, Hochberg fuggì durante la rivolta nazionale slovacca e si unì ai partigiani. Fu giustiziato come collaboratore dai partigiani ebrei.